# 카스트라토
카스트라토(이탈리아어: castrato, 복수형 castrati) 또는 거세가수(去勢歌手)는 변성기 이후 음역이 내려가는 것을 막고 여성의 음역을 내기 위해 거세한 가수를 말한다. 여성의 소프라노의 음을 낼 수 있다. 최후의 카스트라토는 20세기 초반까지 있었다. 그리고 그 최후의 카스트라토는 알레산드로 모레스키(Alessandro Moreschi, 1858∼1922)이다.

## 정의
카스트라토는 '거세하다'(라틴어: castrare)에서 유래되었으며, 이탈리아에서는 '에비라토(이탈리아어: evirato)'라고도 한다. 선천적으로 소프라노의 음역을 내는 변성기 이전의, 보이 소프라노와는 구별된다. 이는 중세 유럽의 합창단에서는 여성이 합창단원이 되는 것을 부정하게 여겼으므로 남성으로 하여금 여성의 음역을 내게 하기 위해 합창단원들을 거세시켜 변성기를 막아 여성의 음역을 내게 하기 위함이었다.

## 생성
카스트라토는 비잔티움 제국에서 거세당한 환관들이 노래를 불렀던 것에서 시작할 수 있다. 그리고 중세 유럽에서 「여자는 교회에서 잠잠하라」(고린도전서 14장 34절)를 잘못 해석한 비극으로 인해 카스트라토가 생겼다는 이야기도 있다. 최초의 카스트라토는 14~15세기의 스페인에서 발견되었으며 이들은 시스티나 성당에서 노래를 불렀다고 한다. 또는 남성의 육체에 여성의 목소리를 가진 자 즉 신의 목소리에 가장 닮았다는 믿음으로 카스트라토가 생겼다는 이야기도 있다.

## 전성기
카스트라토의 전성기는 18세기였다. 이탈리아에서만 해마다 6000여 명의 소년이 거세당했으며 대표적 카스트라토인 파리넬리도 이 시기에 포함된다고 할 수 있다. 물론 카스트라토가 모두 성공하지는 않는다. 대부분 실패한 카스트라토들이고 이들은 주로 자살로 생을 마감했다고 한다. 하지만 파리넬리나 카파렐리, 세네지노 등 성공한 카스트라토도 적지 않으며, 이들은 최고의 인기와 부를 누리며 살아갔다. 또한 하이든도 목소리가 고와서 성가대에서 노래를 부르다가 거세될 뻔했으나 부친의 만류로 카스트라토가 되는 것을 벗어났다고 한다.

## 쇠퇴와 소멸
나폴레옹이 이탈리아를 점령한 후부터 카스트라토 생성을 금지했다. 그러나 일부에서는 아직도 성행하고 있었으며, 19세기에 유명한 카스트라토는 크레쉔티니(Crescentini), 볼루티(Volluti)가 있었다. 그러나 거세에 대한 비윤리적 문제가 제기되었고, 결국 로마 가톨릭 교회에서는 1903년에 공식적으로 금지시켰지만 시스티나 성당에서는 아직도 카스트라토를 고용하고 있었으며 20세기까지 카스트라토가 있었다. 20세기의 유명한 카스트라토이자 최후의 카스트라토는 알레산드로 모레스키(Alessandro Moreschi, 1858∼1922)이다. 그의 목소리는 현재 음반으로 남아 있으며, 음질은 좋지 않지만 역사의 기록으로만 남을 뻔했던 카스트라토의 존재를 보여주는 귀중한 자료가 되고 있다.

## 같이 보기
- 영화 파리넬리
- 음반, Pearl